# 25638 Ahissar
25638 Ahissar è un asteroide della fascia principale. Scoperto nel 2000, presenta un'orbita caratterizzata da un semiasse maggiore pari a 2,2370263 UA e da un'eccentricità di 0,1869877, inclinata di 2,81473° rispetto all'eclittica.